# Liste der Einträge im National Register of Historic Places im Alcorn County

Lage des Alcorn Countys in Mississippi

Die Liste der Einträge im National Register of Historic Places im Alcorn County in Mississippi führt die Bauwerke und historischen Stätten im Alcorn County auf, die in das National Register of Historic Places aufgenommen wurden.

## Legende
| NRHP | Historic Place                      |
| HD   | Historic District                   |
| NHLD | National Historic Landmark District |

## Aktuelle Einträge
| [ 2 ] | Name                                            | Bild                                            | Eintragsdatum        | Lage | Ort          | Beschreibung |
| ----- | ----------------------------------------------- | ----------------------------------------------- | -------------------- | --- | ------------ | --- |
| 1     | Battery Williams                                | Battery Williams                                | 1977 ID-Nr. 77000783 | Fulton Drive 34° 56′ 3″ N, 88° 31′ 37″ W | Corinth      | |
| 2     | Battle of Corinth, Confederate Assault Position | Battle of Corinth, Confederate Assault Position | 1976 ID-Nr. 76001088 | Shiloh Road 34° 56′ 35″ N, 88° 31′ 36″ W | Corinth      | |
| 3     | Dr. Joseph M. Bynum House                       |                                                 | 1997 ID-Nr. 96001268 | 48 South Front Street 34° 45′ 42″ N, 88° 31′ 40″ W | Rienzi       | |
| 4     | Coliseum Theatre                                | Coliseum Theatre                                | 1980 ID-Nr. 80002199 | 404 Taylor Street 34° 56′ 2″ N, 88° 31′ 6″ W | Corinth      | |
| 5     | Corinth Clothing Manufacturing Company Building | Corinth Clothing Manufacturing Company Building | 2004 ID-Nr. 04001241 | Tate Street Ecke Davis Street 34° 55′ 54″ N, 88° 31′ 10″ W | Corinth      | |
| 6     | Corinth National Cemetery                       | Corinth National Cemetery                       | 1996 ID-Nr. 96001352 | 1551 Horton Street 34° 55′ 35″ N, 88° 30′ 36″ W | Corinth      | |
| 7     | Thomas F. Dilworth House                        |                                                 | 1988 ID-Nr. 88001463 | Westlich des U.S. Highway 45, südlich von Biggersville 34° 49′ 41″ N, 88° 35′ 40″ W                                                                                     | Biggersville | |
| 8     | Downtown Corinth Historic District              | Downtown Corinth Historic District              | 1993 ID-Nr. 92001792 | Abgegrenzt durch Wick Street, Jackson Street, Foote Street und Webster Street 34° 56′ 2″ N, 88° 31′ 11″ W                                                               | Corinth      | |
| 9     | Federal Siege Trench                            | Federal Siege Trench                            | 1976 ID-Nr. 76001089 | Nördlich von Corinth abseits des U.S. Highway 45 34° 58′ 40″ N, 88° 30′ 9″ W                                                                                            | Corinth      | |
| 10    | Fort Robinette                                  | Fort Robinette                                  | 1972 ID-Nr. 72000686 | Robinette Street 34° 56′ 14,4″ N, 88° 31′ 44,5″ W | Corinth      | |
| 11    | Jacinto Courthouse                              | Jacinto Courthouse                              | 1969 ID-Nr. 69000080 | Route 1 34° 45′ 41″ N, 88° 25′ 41″ W | Rienzi       | |
| 12    | Midtown Corinth Historic District               | Midtown Corinth Historic District               | 1993 ID-Nr. 93001433 | Abgegrenzt durch Cass Street, Bunch Street, Washington Street, Main Street, Filmore Street, Linden Street, Douglas Street und Cruise Street 34° 56′ 11″ N, 88° 31′ 3″ W | Corinth      | |
| 13    | Moores Creek Site                               |                                                 | 1975 ID-Nr. 75001039 | Adresse nicht veröffentlicht | Rienzi       | |
| 14    | Old US Post Office                              | Old US Post Office                              | 1992 ID-Nr. 91002038 | 515 Fillmore Street 34° 56′ 8″ N, 88° 31′ 14″ W | Corinth      | |
| 15    | Rienzi Commercial Historic District             | Rienzi Commercial Historic District             | 1996 ID-Nr. 96001312 | Front Street Ecke Main Street 34° 45′ 49″ N, 88° 31′ 41″ W | Rienzi       | |
| 16    | Siege and Battle of Corinth                     | Siege and Battle of Corinth                     | 1991 ID-Nr. 91001050 | Verschiedene Gebäude im gesamten Stadtgebiet 34° 57′ 12″ N, 88° 31′ 10″ W                                                                                               | Corinth      | National Historic Landmark mit mehreren Ereignisorten der Schlacht um Corinth im Amerikanischen Bürgerkrieg, die für die Unionstruppen siegreich endete |
| 17    | L.C. Steele House                               | L.C. Steele House                               | 1992 ID-Nr. 92000855 | 515 4th Street 34° 56′ 34″ N, 88° 31′ 5″ W | Corinth      | |
| 18    | Union Battery F, Battle of Corinth              |                                                 | 1987 ID-Nr. 87001577 | Rabbitt Ranch Road 34° 56′ 53″ N, 88° 33′ 6″ W | Corinth      | Artilleriestellungen der Unionstruppen während der Schlacht um Corinth                                                                                  |
| 19    | Union Earthworks                                |                                                 | 1997 ID-Nr. 97000770 | Rund 800 m nordöstlich der Kreuzung von US 45 und MS 356 34° 46′ 2″ N, 88° 32′ 53″ W                                                                                    | Rienzi       | Stellungen der Unionstruppen in der Schlacht um Corinth                                                                                                 |
| 20    | Veranda House                                   | Veranda House                                   | 1975 ID-Nr. 75001038 | 711 Jackson Street 34° 56′ 13″ N, 88° 31′ 16″ W | Corinth      | |